# Charles de Bourbon-Parme
Ne doit pas être confondu avec Charles-Hugues de Bourbon-Parme ou Charles-Emmanuel de Bourbon-Parme.
Titres
Prétendant aux trônes de Parme et Plaisance
Depuis le 18 août 2010
(14 ans, 6 mois et 24 jours)
Prétendant carliste au trône d’Espagne
Depuis le 18 août 2010
(14 ans, 6 mois et 24 jours)
Charles Xavier Bernard Sixte Marie de Bourbon-Parme (en espagnol, Carlos Javier de Borbón-Parma y Orange-Nassau ; en italien, Carlo Saverio di Borbone-Parma), qui porte le titre de courtoisie de duc de Parme, né le 27 janvier 1970 à Nimègue, dans la province de Gueldre, aux Pays-Bas, est le chef actuel de la maison de Bourbon-Parme et un membre de la famille royale élargie des Pays-Bas,.
Aîné des enfants de Charles-Hugues de Bourbon, duc de Parme, et de la princesse Irène des Pays-Bas, Charles est connu aux Pays-Bas sous des titre et qualification officiels en tant que prince Carlos de Bourbon de Parme,, mais le prince use, à l’instar de son père et dans le cadre de ses prétentions à des trônes étrangers, de titres parfois non conférés par des autorités souveraines et légitimes.

## Formation et carrière
Charles a passé sa jeunesse dans plusieurs pays dont les Pays-Bas, l’Espagne, la France, le Royaume-Uni, et les États-Unis. En 1981, quand il avait onze ans, ses parents ont décidé de divorcer. Avec sa mère et ses frères et sœurs, il a ensuite déménagé au palais de Soestdĳk (à Baarn), la résidence de longue date de la reine des Pays-Bas. Il a vécu au palais un certain nombre d’années avec ses grands-parents, la reine Juliana des Pays-Bas et le prince Bernhard des Pays-Bas.
Charles a étudié les sciences politiques à l’université Wesleyenne, dans le Connecticut et la démographie et la philosophie à l’université de Cambridge. Après avoir terminé ses études il a travaillé pour la société ABN AMRO à Amsterdam, où il a été impliqué dans les préparatifs de la mise en place de l’euro. Il a ensuite travaillé pendant un certain temps à Bruxelles comme consultant pour les conseillers en politiques publiques européennes (EPPA). Depuis 2007, il est engagé dans des projets en matière de développement durable dans le monde des affaires.

## Représentant royal
Charles est parfois présent lors de manifestations concernant la Famille royale néerlandaise. En 2003, il a participé, avec sa tante Beatrix, reine des Pays-Bas, à l’inauguration de la Prins Claus Leerstoel. Lors d’événements spéciaux de la famille royale, il est régulièrement présent. Par exemple, il a été l’un des organisateurs des célébrations du mariage du prince Constantĳn et de la princesse Laurentien des Pays-Bas (née Brinkhorst).
Il fut présent, avec son épouse, lors de la messe commémorative de l'Institut de la maison de Bourbon pour Louis XVI, en la chapelle expiatoire, le 23 janvier 2011.
Il est par ailleurs considéré par les légitimistes français comme trente-et-unième dans l’ordre de succession légitimiste au trône de France.

## Vie personnelle

### Mariage et descendance
Le 7 octobre 2009, il a été annoncé par le secrétaire privé de sa mère que Charles épousera Annemarie Cecilia Gualthérie van Weezel. Le mariage civil a eu lieu le 12 juin 2010 à Wĳk bĳ Duurstede. Le mariage religieux devait avoir lieu à l’abbaye de la Cambre à Ixelles (Bruxelles) le 28 août, mais il fut reporté en raison de la maladie de son père. Le prince Charles-Hugues est mort peu après. Annemarie, née à La Haye, le 18 décembre 1977, est la fille de Hans Gualthérie van Weezel et de son épouse Gerarda (dite Ank) de Visser. Son père était membre de la Chambre des représentants des Pays-Bas pour l’Appel chrétien-démocrate, représentant permanent des Pays-Bas au Conseil européen à Strasbourg, puis ambassadeur des Pays-Bas au Luxembourg. 
Annemarie Gualthérie van Weezel a fait ses études secondaires à Strasbourg et a obtenu un diplôme à l’université d’Utrecht. Par la suite, elle obtient un diplôme post-universitaire de radio-télévision et de journalisme à l’université de Groningue. Elle travaille comme journaliste parlementaire à La Haye et à Bruxelles. Annemarie a été créée comtesse de Molina par le duc de Parme, juste avant sa mort.
Le mariage religieux de Charles et d’Annemarie a lieu le 20 novembre 2010. Le couple a trois enfants, :
- la princesse Luisa Irene Constance Anna Maria de Bourbon de Parme, marquise de Castell'Arquato (née le 9 mai 2012 à La Haye) ;
- la princesse Cecilia Maria Johanna Beatrix de Bourbon de Parme, comtesse de Berceto (née le 17 octobre 2013 à La Haye) ;
- le prince Carlos Enrique Leonard de Bourbon de Parme, prince de Plaisance (né le 24 avril 2016 à La Haye).

### Descendance naturelle
Le prince a un fils illégitime né de sa liaison avec Brigitte Klynstra, belle-fille du comte Adolph van Rechteren Limpurg (en), seigneur d'Enghuizen :
- le prince Hugo de Bourbon de Parme (en) (né le 20 janvier 1997), précédemment connu sous le nom de Carlos Hugo Roderik Sybren Klynstra.

Bien qu'il ne nie pas que l'enfant soit le sien, il ne le reconnaît pas légalement mais, le 28 février 2018, le Conseil d'État autorise Carlos Hugo Klynstra à porter le patronyme de Bourbon de Parme avec le titre de prince et la qualification d'altesse royale. 
Le communiqué de presse du Conseil d'État du 28 février 2018 attestant le changement de nom, ainsi que l'addition légale du titre et du prédicat, ne signifie en aucun cas que Klynstra est désormais un membre de la Maison ducale de Bourbon de Parme, cette appartenance étant une qualification d'ordre privé relative aux seuls principes fondateurs, aux règles actuelles et aux conditions traditionnelles de la Maison ducale de Parme, ceci en dehors de la compétence des tribunaux.

## Titres et honneurs

### Titulature de courtoisie dans la maison de Bourbon-Parme
- 27 juillet 1970 - 2 septembre 1996 :  Son Altesse Royale le prince Charles Xavier de Bourbon-Parme
- 2 septembre 1996 - 18 août 2010 : Son Altesse Royale le prince de Plaisance
- Depuis le 18 août 2010 : Son Altesse Royale le duc de Parme, de Plaisance et de Guastalla

Le 2 septembre 1999, son père Charles-Hugues, chef de la maison, lui octroie le titre de courtoisie de prince de Plaisance, traditionnellement réservé au prince héritier de la monarchie parmesane et placentine.
À la mort de son père Charles-Hugues, le 18 août 2010, Charles devient le duc titulaire de Parme et Plaisance en tant que chef de la maison de Bourbon-Parme, sous le nom de Charles V.

### Titulature carliste de courtoisie
- 27 juillet 1970 - 28 septembre 2003 : Son Altesse Royale Carlos Javier de Borbón, infant d'Espagne ;
- 28 septembre 2003 - 18 août 2010 : Son Altesse Royale le duc de Madrid[15] ;
- depuis le 18 août 2010 : Son Altesse Royale le duc de Parme, de Plaisance et de Guastalla.

Lors d’une déclaration publique donnée à Paris le 8 avril 2011, Charles assume formellement la succession carliste au trône d’Espagne ; ses partisans le considèrent comme le roi Charles-Xavier Ier.

### Titulature néerlandaise
- Depuis le 15 mai 1996 : Son Altesse Royale le prince Carlos de Bourbon de Parme.

Le 15 mai 1996, un arrêté royal de la reine Beatrix incorpore Charles et sa fratrie à la noblesse néerlandaise en leur octroyant le titre de prince et princesse de Bourbon de Parme (en néerlandais, prins et prinses de Bourbon de Parme), avec qualification d’altesse royale,. Mais, contrairement à ses cousins germains issus de la princesse Margriet et incorporés eux aussi à la noblesse des Pays-Bas, Charles n’appartient pas à la maison d’Orange-Nassau puisque sa mère Irène a renoncé à ses droits sur la Couronne des Pays-Bas en épousant en 1964 Charles-Hugues, de religion catholique, apostolique et romaine. Néanmoins, en tant que petit-fils de la reine Juliana des Pays-Bas, il est considéré comme un membre de la famille royale néerlandaise élargie et participe à ce titre à quelques représentations protocolaires, comme lors de l’intronisation de son cousin Willem-Alexander, en 2013.

### Honneurs
En tant que chef de la maison de Bourbon-Parme, Charles est le grand maître de quatre ordres dynastiques :
|  | Ordre sacré et militaire constantinien de Saint-Georges |
|  | Ordre militaire de Saint-Georges (it)                   |
|  | Ordre du mérite civil de Saint-Louis (it)               |
|  | Ordre de la Légitimité Proscrite                        |

Le prince est également :
 Ordre souverain de Malte : chevalier d’honneur et de dévotion de l’ordre souverain de Malte

## Ascendance et succession
Descendant de l’infant Philippe d’Espagne, devenu Philippe Ier, duc de Parme et Plaisance (1720-1765), Charles est l’aîné de la branche parmesane des Bourbons en vertu des règles de succession dynastique instaurées par son octaïeul le roi Philippe V d’Espagne, en 1713.